# Bonaventura Badoaro de Peraga
Pour les articles homonymes, voir Bonaventura.
Bonaventura Badoaro de Peraga, le cardinal de Padoue, est un cardinal italien né à Padoue en Vénétie, Italie, et mort le 10 juillet 1381 (ou 1389) à Rome. Il est membre de l'ordre des augustins et est le premier cardinal de cet ordre.

## Repères biographiques
Badoaro est professeur à l'université de Paris. Le pape Innocent VI le confie la fondation d'un collegio à Bologne. Il est élu prieur général de son ordre à Vérone en 1377 et il est nonce du pape Grégoire XI auprès du roi Louis de Hongrie.
Badoaro est créé cardinal par le pape Urbain VI lors du consistoire du 18 septembre 1378. Il est assassiné par une flèche sur ordre du tyran de Padoue, Francesco Carara, sur le pont du château Saint-Ange à Rome.
Badora est l'auteur de plusieurs œuvres, de commentaires, de vies de saints et de l'oraison funèbre de Pétrarque en 1369. Il correspond avec la future sainte Catherine de Sienne.